# Marcel Peyrat
Pour les articles homonymes, voir Peyrat.
Marcel Peyrat, né le 10 mai 1913 à Vareilles (Creuse) et mort le 4 novembre 1998 à Saint-Maur (Indre), est un homme politique français.

## Biographie
Fils de cultivateurs, Marcel Peyrat est menuisier-charpentier, puis se reconvertit et ouvre une auto-école à Mouhet.
C'est dans la période de mobilisation du Front populaire qu'il s'engage en politique, adhérant en 1936 au Parti Communiste. Il devient peu de temps après secrétaire de la cellule de Saint-Benoît-du-Sault.
Mobilisé en 1939, il retourne dans l'Indre après l'armistice et participe à la reconstruction du parti communiste dans la clandestinité. Dans ce cadre, il participe activement à la Résistance, devenant un des responsables des maquis de La Souterraine. Cette activité lui vaut d'être arrêté en août 1944, mais il est rapidement libéré par l'attaque par les forces de la résistance de la maison d'arrêt de Limoges par les forces de la résistance
Secrétaire de la fédération communiste de l'Indre à la Libération, il mène la liste du PCF pour l'élection de la première constituante dans ce département, en octobre 1945. Il obtient 28,2 % des voix et est élu député.
Pendant ce premier mandat, il rédige notamment un rapport pour la commission de la justice, publié en février 1946, concernant le divorce, dont la principale mesure consiste à simplifier et raccourcir les procédures, sensiblement rallongées par le régime de Vichy.
Réélu en juin 1946 avec 29,4 % des voix, il est moins actif durant ce très court mandat, avant d'être réélu en novembre, avec 31,8 % des voix.
Député actif, souvent présent à la tribune, Marcel Peyrat intervient sur des sujets très divers, depuis la distribution des carburants et pneumatiques jusqu'à la critique de l'implantation des bases militaires de l'OTAN sur le territoire français.
En 1947, il est élu maire d'Issoudun, mandat qu'il conserve jusqu'en 1949.
Dans cette période, s'il est considéré par la direction du parti comme consciencieux, travailleur et dynamique, on lui reproche sa naïveté politique et un enthousiasme excessif.
En 1951, il perd son mandat de député, malgré un résultat encore plus élevé qu'en 1946 (32 % des voix), du fait de l'entrée en vigueur du système des apparentements.
Après cet échec, il se retire de la vie politique.

## Détail des fonctions et des mandats
Mandat local
- 1947 - 1949 : Maire d'Issoudun

Mandats parlementaires
- 21 octobre 1945 - 10 juin 1946 : Député de l'Indre
- 2 juin 1946 - 27 novembre 1946 : Député de l'Indre
- 10 novembre 1946 - 4 juillet 1951 : Député de l'Indre